# Where Do Broken Hearts Go
«Where Do Broken Hearts Go» — популярная песня, исполненная американской певицей Уитни Хьюстон. 7-й её хит, возглавивший американский чарт Billboard Hot 100 (1 неделя на № 1). Песню написали Франк Уайлдхорн и Чак Джексон. Больше чем у Хьюстон подряд хитов нет ни у кого, а столько же ранее было только у групп The Beatles и The Bee Gees (по 7 подряд № 1 у каждой).

## История
«Where Do Broken Hearts Go» вышел в феврале 1988 года в качестве 4-го сингла с альбома Whitney, дебютировал на № 47 в американском хит-параде Billboard Hot 100 (27 февраля 1988). Через 4 недели он достиг top-10, и позднее поднялся на первое место в 9-ю неделю нахождения в чарте (23 апреля 1988), это сделало Уитни единственным сольным исполнителем, имеющим 7 подряд чарттопперов в США. Кроме того, она стала первой женщиной, имеющей 4 сингла № 1 с одного альбома, Whitney. Только 5 альбомов женщин, включая Хьюстон, выдали по четыре хита № 1 в Hot 100 (США), это Forever Your Girl (1988) Полы Абдул, Rhythm Nation 1814 (1989) Джанет Джексон, Mariah Carey (1990) Мэрайи Кэри и Teenage Dream (2010) Кэти Перри. Хьюстон также имеет после этого рекорд по наибольшему числу хитов № 1 (7) среди женщин в 1980-х годах, деля это достижение с Мадонной. Песня была 2 недели на № 1 и 18 недель в чарте. Он также вошёл в чарте Billboard R&B/Hip-Hop Songs (бывш. Hot Black Singles) на № 60 (5 марта 1988) и за девять недель достиг № 2, став 9-м хитом Хьюстон в top-5 в чарте R&B. В чарте Billboard Hot Adult Contemporary сингл достиг № 1 (2 апреля 1988) и оставался там три недели, став её 6-м здесь чарттоппером. По итогам года сингл стал № 33 и 47 в чартах Billboard Top Pop и Top Black Singles Year-End for 1988, соответственно. Сингл также стал № 2 в годовом итоговом чарте Top Adult Contemporary Singles Year-End. В Канаде песня дебютировала 5 марта 1988 года в чарте RPM Top 100 Singles на № 76, и 14 мая 1988 достигла № 6, став для Хьюстон её 8-м хитом в канадском top-10.
В мире «Where Do Broken Hearts Go» был не столь успешен, как его предшественники с альбома Whitney. Сингл 12 марта 1988 года дебютировал на № 30 в британском хит-параде UK Singles Chart, и спустя три недели достиг № 14. В Ирландии сингл достиг № 2, это стало высшей позицией для этой песни за пределами США. Она также достигла № 48 в Австралии, № 24 в Италии, № 47 в Нидерландах и № 23 в Новой Зеландии.

## Хит-парады

### Чарты по итогам недели
| Чарт (1988)                           | Высшая позиция |
| ------------------------------------- | -------------- |
| Австралия (Kent Music Report)         | 48             |
| Бельгия/Фландрия (Ultratop 50)        | 28             |
| Канада (RPM)                          | 6              |
| Ирландия (IRMA)                       | 2              |
| Италия (Musica e dischi)              | 24             |
| Нидерланды (Dutch Top 40)             | 47             |
| Новая Зеландия (Recorded Music NZ)    | 23             |
| Испания (AFYVE)                       | 32             |
| США (Billboard Hot 100)               | 1              |
| США (Billboard Hot R&B/Hip-Hop Songs) | 2              |
| США (Billboard Adult Contemporary)    | 1              |

### Чарты по итогам года
| Чарт (1988)                   | Позиция |
| ----------------------------- | ------- |
| US Billboard Hot 100          | 33      |
| US Black Singles              | 47      |
| US Adult Contemporary Singles | 2       |
| US Pop Singles                | 33      |